# Navas de Jorquera
Navas de Jorquera ist ein Ort und eine Gemeinde (municipio) mit 533 Einwohnern (Stand: 2024) im Osten der Provinz Albacete in der Autonomen Region Kastilien-La Mancha im Südosten Spaniens. Sie ist Teil der Comarca La Manchuela.

## Lage und Klima
Navas de Jorquera liegt etwa 41 Kilometer (Fahrtstrecke) nordnordöstlich der Provinzhauptstadt Albacete in einer Höhe von ca. 710 m. Das Klima im Winter ist gemäßigt, im Sommer dagegen warm bis heiß; die eher geringen Niederschlagsmengen (ca. 349 mm/Jahr) fallen – mit Ausnahme der nahezu regenlosen Sommermonate – verteilt übers ganze Jahr.

## Bevölkerungsentwicklung
| Jahr      | 1970 | 1981 | 1991 | 2001 | 2011 | 2021 |
| Einwohner | 779  | 622  | 601  | 533  | 550  | 535  |

## Sehenswürdigkeiten
- Gregoriuskirche (Iglesia de San Gregorio)

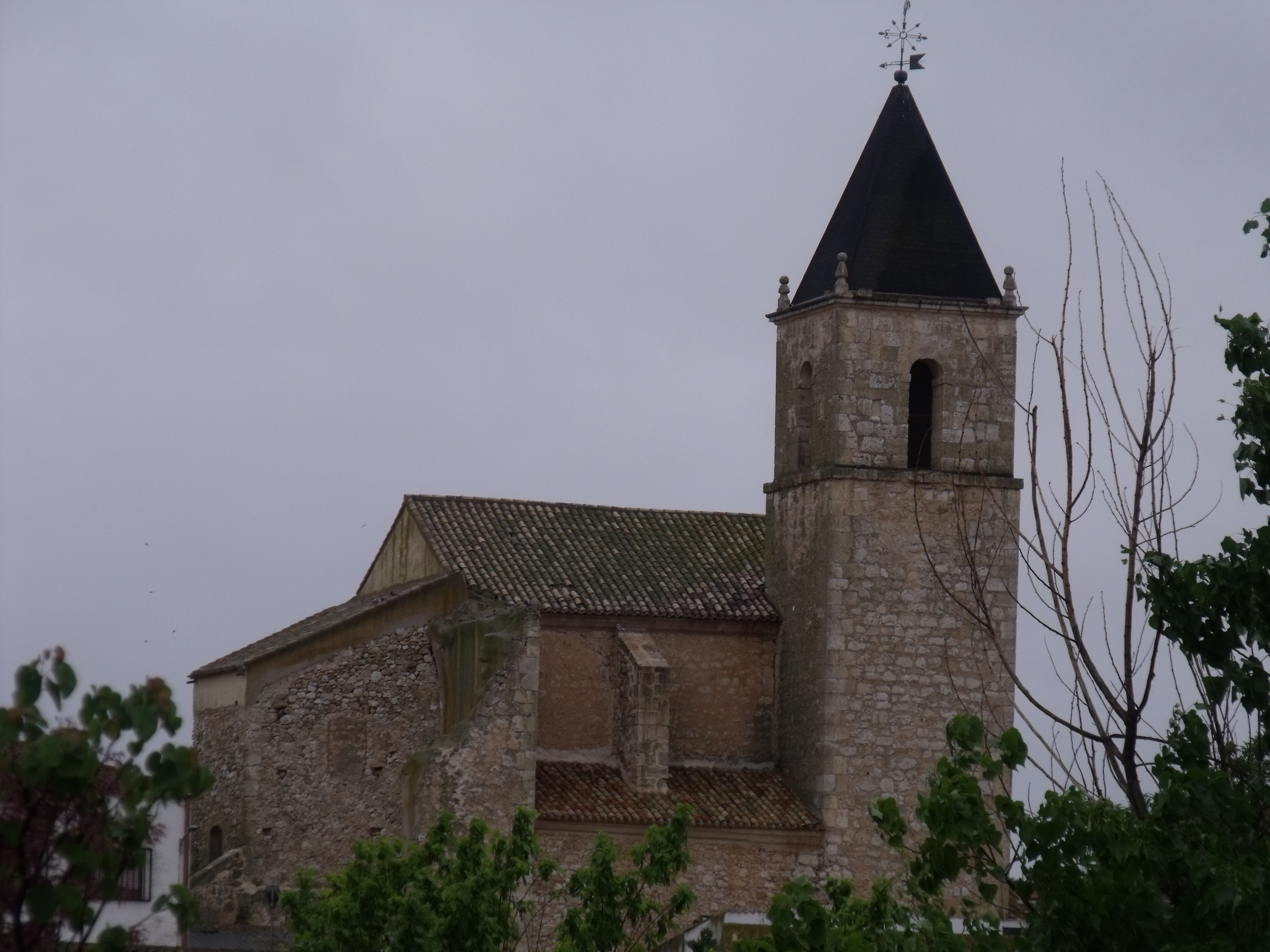
Gregoriuskirche
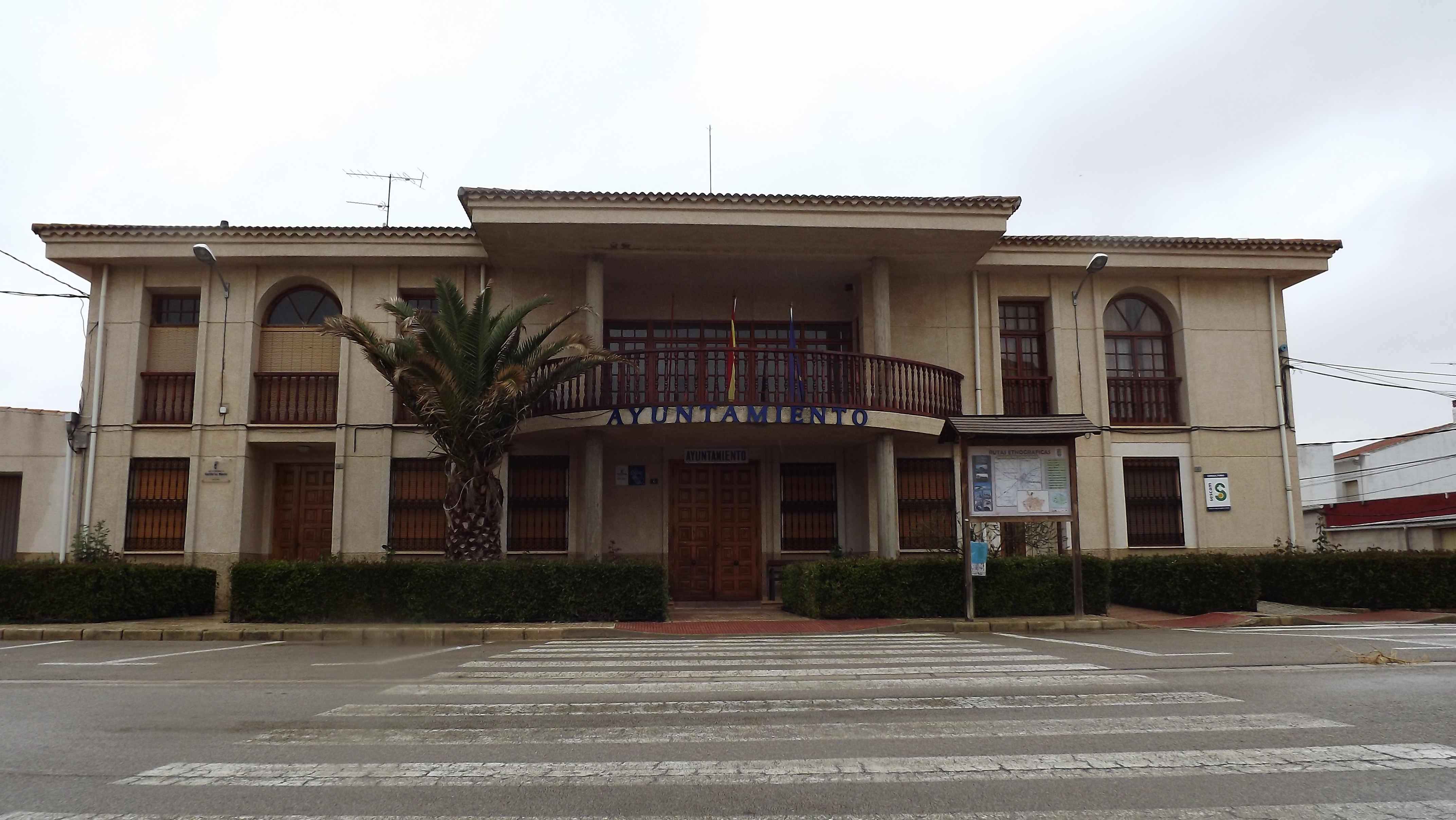
Rathaus